# 富福里 (臺北市)
富福里是台北市萬華區龍山次分區轄下的一個里。面積0.2556平方公里，下轄19鄰。2022年止共有人口5,777人。

## 邊界
西側為糖廍里、福音里，北側為富民里、仁德里，東側為中正區，南側為頂碩里、雙園里。

## 公共設施
- 萬華區行政中心
- 萬華車站
- 臺北捷運龍山寺站